# Остяцк
Остяцк — село в Северном районе Новосибирской области. Административный центр Остяцкого сельсовета.

## География
Село расположено в 50 километрах к северу от Северного, на правом берегу реки Тары, на окраине Васюганских болот. На противоположном берегу реки расположена деревня Ургуль.

## История
Основано в 1898 г. В 1926 году посёлок Остяцкий состоял из 53 хозяйств, основное население — белорусы. В составе Остяцкого сельсовета Биазинского района Барабинского округа Сибирского края.

## Население
| 1926 | 1996 | 2002 | 2007 | 2010 |
| ---- | ---- | ---- | ---- | ---- |
| 317  | ↘303 | ↘246 | ↘242 | ↘208 |

## Транспорт
Остяцк соединен с селом Северное автодорогой. Дорога находится в неудовлетворительном состоянии, плохое качество местные жители объясняют ростом интенсивности грузопотока после начала нефтедобычи на севере района. В 2005 году произошло разрушение моста через реку Тартас, расположенного на данной трассе.

## Образование
В селе расположена Остяцкая основная общеобразовательная школа.
Начальная школа в Остяцке появилась в 1924 году, но здание для школы было построено только в 1928 году. В 1937 году в селе открылась семилетняя школа для детей села и окрестных деревень: Ургуль, Елеска, Медвеженка, Ича. Первый выпуск семилетней школы состоялся в 1940 году, когда закончили обучение 12 учеников. Трое из них продолжили дальнейшее обучение в Биазинской школе. В 1943 году здание школы сгорело в результате пожара и в селе осталось только начальное образование.
В 1949 году в Остяцке снова вернулись к среднему образованию, и в конце 1950-х годов было вновь построено школьное здание. В 1950—70 годы Остяцкая школа считалась одной из лучших в Северном районе. Общее количество выпускников за 1958—2003 годы составило 500 человек.
В 2003 году открыто новое здание школы. В 2006/2007 учебном году в школе работало 12 учителей, обучалось 45 детей.

## Культура
В Остяцке имеется Дом культуры (в 2008 году закрыт на капитальный ремонт).ныне действующий